# کیلیفاروو
کیلیفاروو شهری در استان ولیکو ترنوو کشور بلغارستان است که جمعیت آن در سال ۲۰۰۱ میلادی ۲٬۴۷۰ نفر بوده‌است.

## نگارخانه

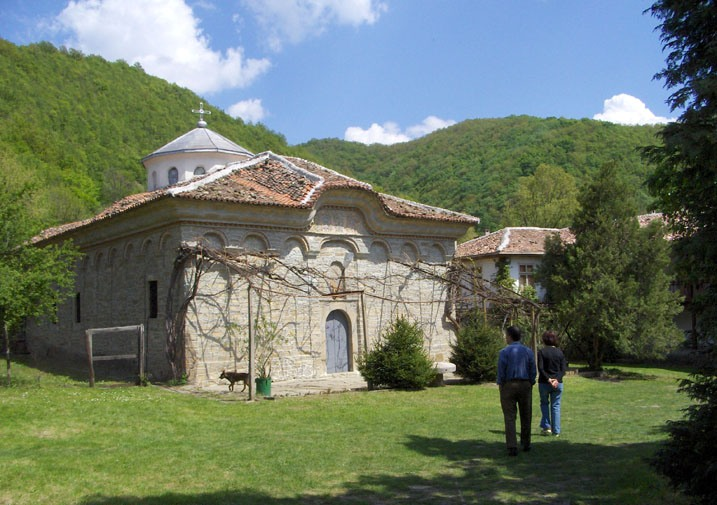
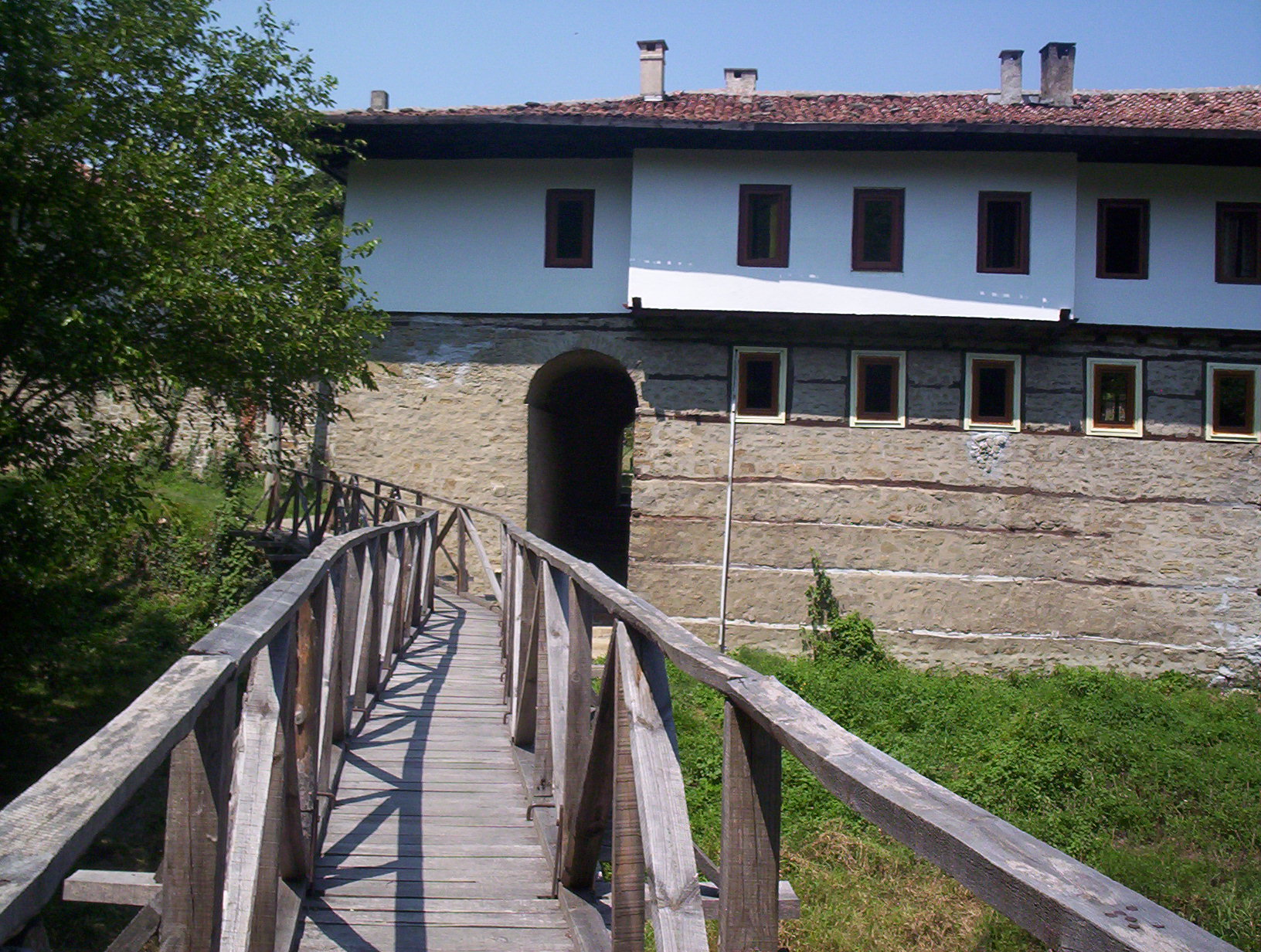
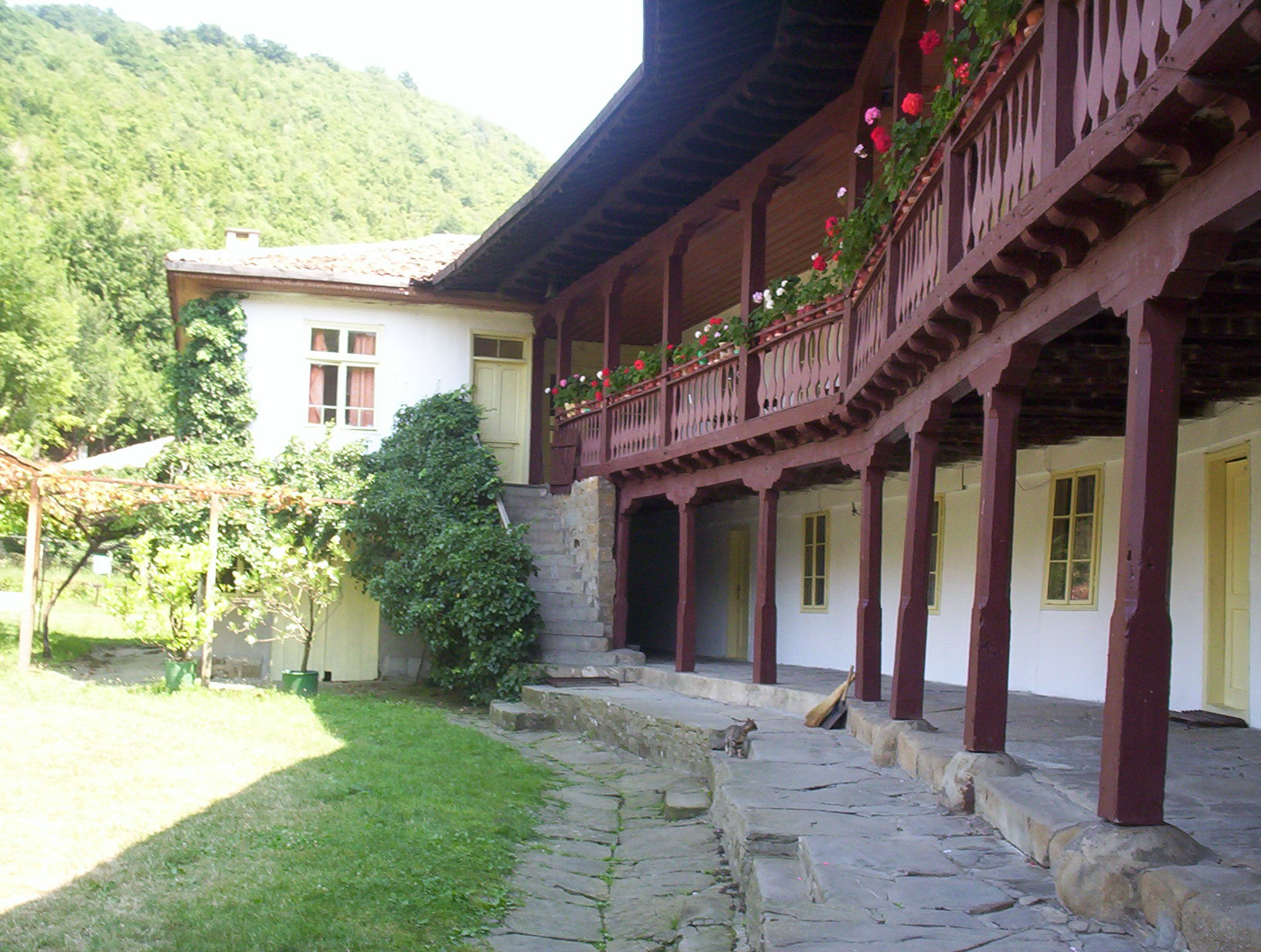
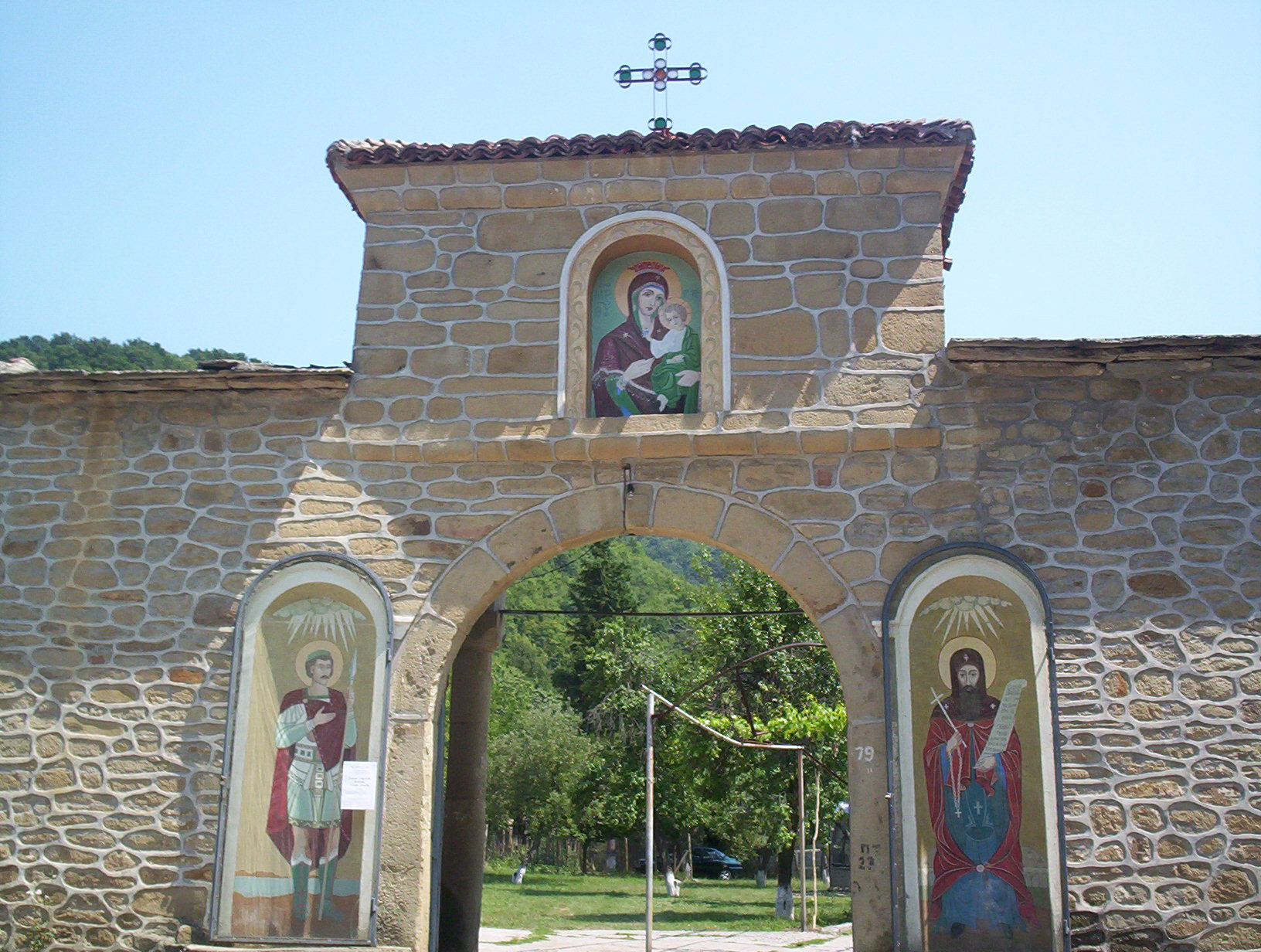